# フリーボ
芸名フリーボ (Freebo) で知られるダニエル・フリードバーグはアメリカ人ミュージシャン、シンガーソングライター、プロデューサーであり、主にボニー・レイットとの仕事で知られる。フリーボはセッション・ミュージシャンでもあり、リンゴ・スター、ジョン・メイオール、ジョン・ホール、アーロン・ネヴィル、ドクター・ジョン、ウィリー・デビル、クロスビー、スティルス&ナッシュ、マリア・マルダー、ケイト&アンナ・マクギャリグルなどとレコーディングを行った。
レイットとの1971-1979の9年間のコラボレーションは1960年代後半にフィラデルフィアのEdison Electric Bandのメンバーとしてレイットに注目されたことでスタートした。フリーボはすぐにスタジオ・セッションとツアーで引っ張りだことなった。
近年、彼は5枚のソロ・アルバムをレコーディングした： The End Of The Beginning （1999）、Dog People （2002）、Before The Separation （2006）、Something to Believe （2011）、If Not Now When （2015）。